# Ibrahim Diop
Ibrahim Diop (ur. w 1948) – senegalski zapaśnik walczący w obu stylach. Dwukrotny olimpijczyk. Odpadł w eliminacjach w Monachium 1972 i Montrealu 1976. Startował w kategorii do 82 kg.
Piąty na mistrzostwach Afryki w 1982 roku.

## Letnie Igrzyska Olimpijskie 1972
| Konkurencja      | Rundy eliminacyjne        | Rundy eliminacyjne  | Klas. końcowa |
| Konkurencja      | Przeciwnik I              | Przeciwnik II       | Miejsce       |
| ---------------- | ------------------------- | ------------------- | ------------- |
| 82 kg styl wolny | Lewan Tediaszwili (SUN) P | Hayri Polat (TUR) P | 2 runda.      |

## Letnie Igrzyska Olimpijskie 1976
| Konkurencja          | Rundy eliminacyjne      | Klas. końcowa |
| Konkurencja          | Przeciwnik I            | Miejsce       |
| -------------------- | ----------------------- | ------------- |
| 82 kg styl klasyczny | Miroslav Janota (TCH) P | 1 runda.      |

| Konkurencja      | Rundy eliminacyjne      | Rundy eliminacyjne  | Rundy eliminacyjne   | Klas. końcowa |
| Konkurencja      | Przeciwnik I            | Przeciwnik II       | Przeciwnik III       | Miejsce       |
| ---------------- | ----------------------- | ------------------- | -------------------- | ------------- |
| 82 kg styl wolny | Manuel Villapol (PUR) Z | Mehmet Uzun (TUR) P | Henryk Mazur (POL) P | 3 runda.      |